# Magyarlapád
Magyarlapád (románul Lopadea Nouă, németül Schaufeldorf) falu Romániában, Erdélyben, Fehér megyében, Magyarlapád község központja.

## Története
1030–1038 között így szerepel a forrásokban: contuli in Transsilvanis partibus villam Lapath. 1177-ben és 1202-ben Lapad, 1316-ban Lapad, 1317-ben Lapath néven említik.
Gizella királyné adományából az 1030-as években a déli apátság birtoka lett, 1296-ban a budai káptalan birtokába került.
A 17. század viszontagságai során lakossága jelentős mértékben megcsappant, de nemsokára ezt hajdúk betelepítésével pótolták.
A trianoni békeszerződésig Alsó-Fehér vármegye Nagyenyedi járásához tartozott.
A község jelenleg egyike a két Fehér megyei magyar többségű községnek (a másik Torockó).

## Látnivalók
- Református temploma katolikus templomként a középkorban, román stílusban épült. Szentélye gótikus stílusban készült a 15. század táján, kazettás mennyezete 1760-ból való.

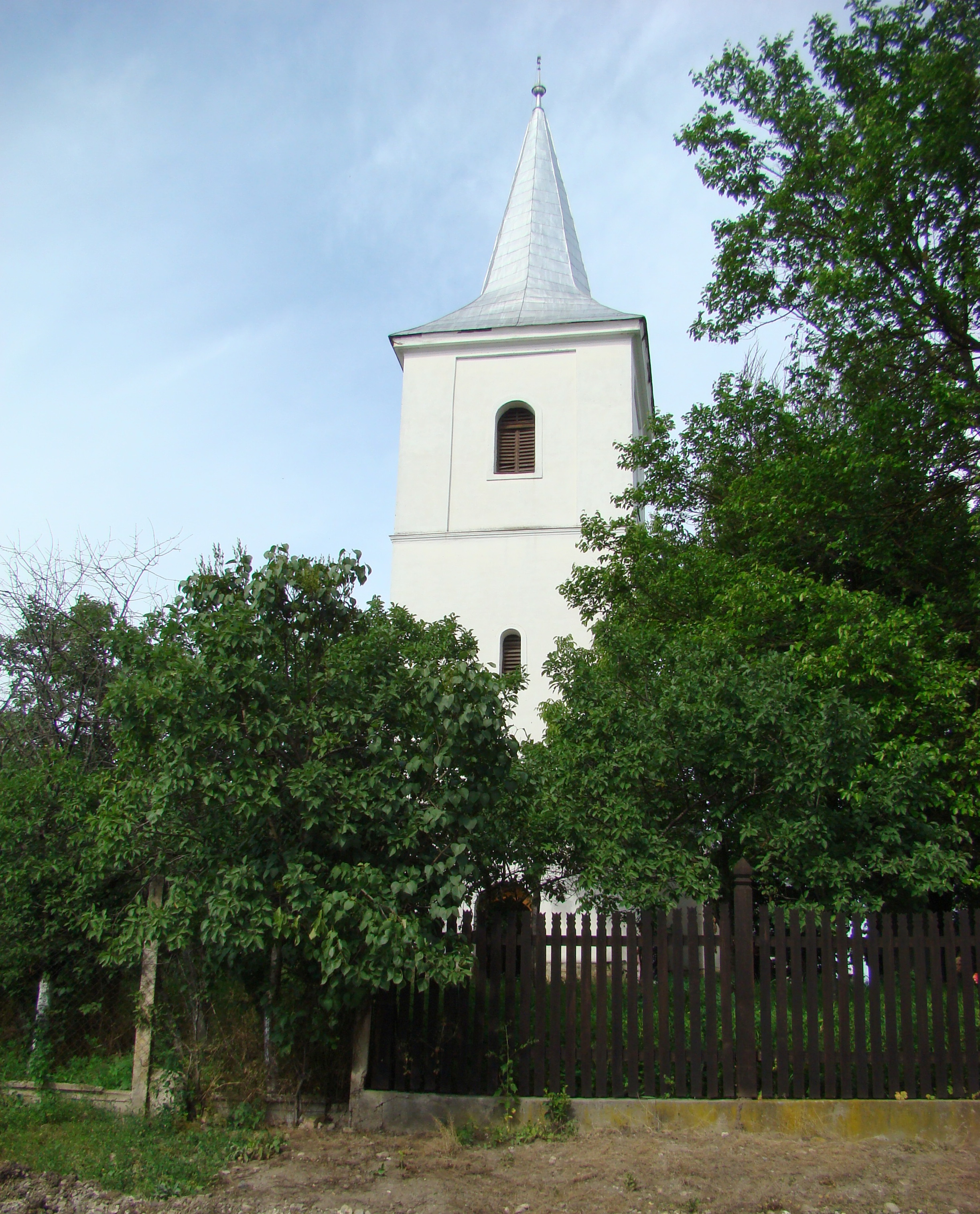
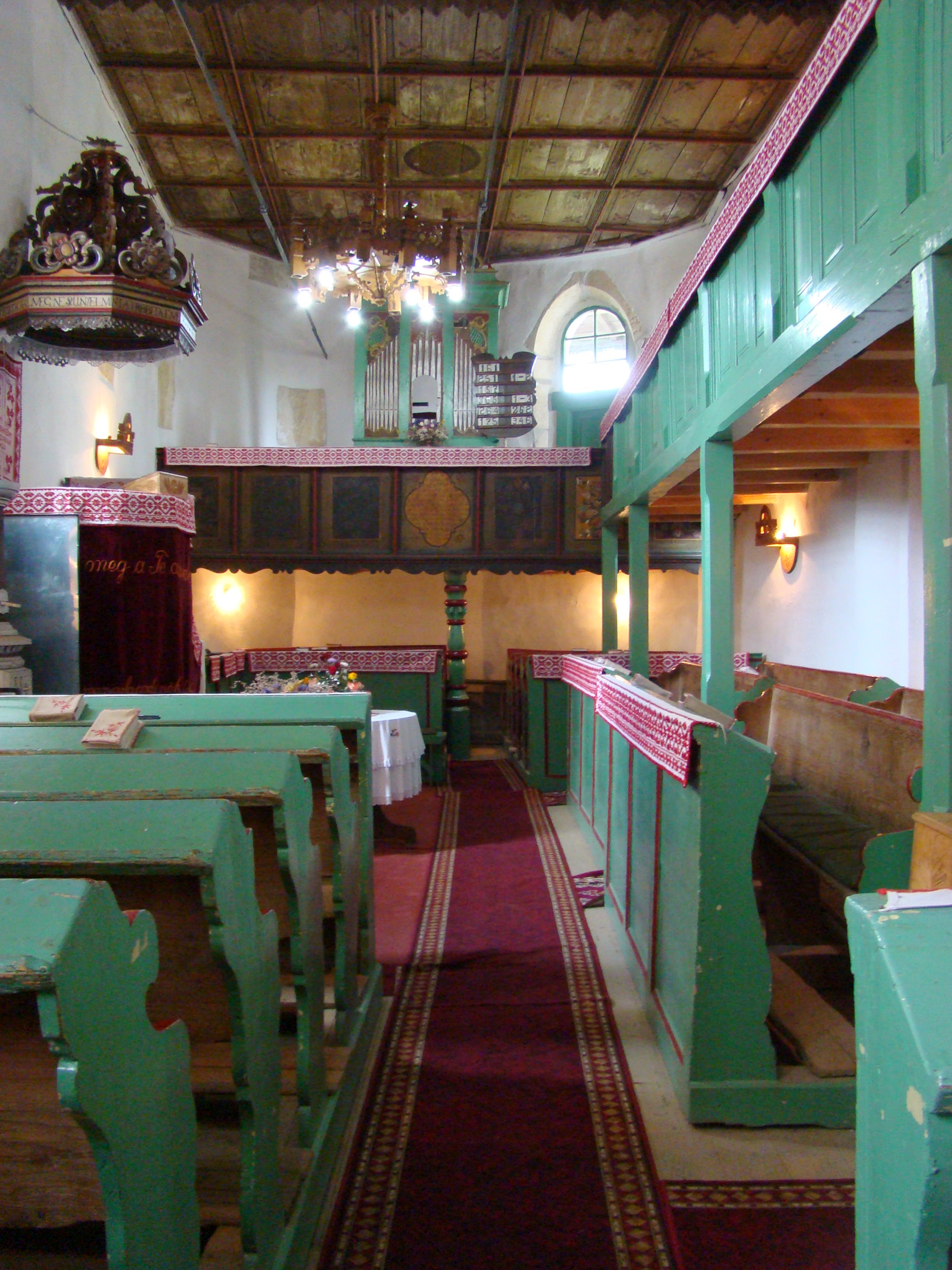